# 五島虎雄
五島 虎雄（ごとう とらお、1914年（大正3年）3月24日 - 1985年（昭和60年）10月22日）は、日本の政治家（社会党所属の衆議院議員、神戸市会議員）。孫は公認会計士、税理士で神戸市会議員の五島大亮。

## 人物
熊本県熊本市出身。1937年、早稲田大学法学部卒業。宇治川電気を経て1943年、山陽電鉄に入社。
戦後同社労組中央委員副委員長委員長、神戸市議（1947年4月30日から1951年4月29日）、兵庫県地労委委員5期、左派社会党同県連書記長、神戸労協常任委員、交通協幹事、県地評組織部長、兵庫労働金庫神戸生協各理事を経て、1955年2月の衆院選で兵庫1区から立候補、初当選した。連続当選4回。
その後、1967年の総選挙と1969年の総選挙にも立候補したが、落選した。
1984年、勲二等瑞宝章受賞。
1985年10月22日、死去。71歳没。同月25日、特旨を以て位記を追賜され、死没日付で従四位に叙された。
住所は兵庫県神戸市長田区御屋敷通3丁目。

## 家族・親族
五島家
- 孫・大亮[4][11]（公認会計士、税理士、政治家）

1977年、神戸市北区鈴蘭台西町生まれ。兵庫県立神戸商科大学商経学部（現兵庫県立大学）卒業。五島公認会計士事務所代表。みなと神戸税理士法人社員。自由民主党神戸市会議員団所属。自宅は神戸市北区鳴子2丁目。